# Danny Cooksey
Danny Cooksey, właśc. Daniel Ray Allen Cooksey Jr. (ur. 2 listopada 1975 w Moore) – amerykański aktor filmowy, telewizyjny i głosowy, były aktor dziecięcy, piosenkarz.
Ma 156 cm wzrostu.

## Filmografia

### Filmy
- 1991: Terminator 2: Dzień sądu – Tim

### Seriale
- 1983: Diukowie Hazzardu – Terry Lee
- 1986: Riptide – Jordan Bernbaum
- 1986: MacGyver – Darin Cooper
- 1987: Dzieciaki, kłopoty i my – Nowy Ben
- 1994: Czy boisz się ciemności? – Josh Dugan

## Role głosowe

### Filmy
- 2012: Lorax –
  - Brett,
  - Chet
- 2017: Hej Arnold! Przygoda w dżungli – Stoop Kid

### Seriale
- 1990–1992: Przygody Animków –
  - Maks Montana,
  - Horace Goulash,
  - szeryf z Naughtyham,
  - Montiarity,
  - Wyobraźnia Monty’ego
- 1992–1994: Mała Syrenka – Urwis
- 1993–1994: Ren i Stimpy – Victor
- 1996: Hej Arnold! – Stoop Kid
- 1997–1998: 101 dalmatyńczyków – Mooch
- 1997–2000: Pepper Ann – Milo Kamalani
- 1999: Dzika rodzinka – Wanuug
- 2001: Słowami Ginger – ratownik
- 2001–2002: Ach, ten Andy! – Peter Lik (sezon pierwszy)
- 2001–2003: Invader Zim –
  - Keef,
  - Melvin,
  - Dirge,
  - Klient,
  - Greg,
  - Małe dziecko,
  - Krzyczący facet,
  - Przypadkowa głowa,
  - Facet od pizzy,
  - Agent Bezcielesna Głowa
- 2003: Ozzy i Drix – Shane
- 2003: Rocket Power – asystent produkcji
- 2003, 2005: Kim Kolwiek – Jake
- 2003–2006: Xiaolin – pojedynek mistrzów – Jack Spicer
- 2004–2005: Dave Barbarzyńca – Dave
- 2007: El Tigre: Przygody Manny’ego Rivery – Django
- 2008–2009: Tajemniczy Sobotowie – doktor Paul Cheechoo
- 2009: Fineasz i Ferb – Thadeus
- 2010: G.I. Joe: Renegaci –
  - Snake Eyes,
  - Młody Snake Eyes
- 2010: Pound Puppies: Psia paczka –
  - Joey Wald,
  - Chucky,
  - Humphrey,
  - Nastolatek#2,
  - Siatkarz,
  - Chip,
  - Motocyklista
  - Pulchny psiak,
  - Ochroniarz,
  - Yipper
- 2010–2012: Kick Strach się bać – Brad Buttowski
- 2011–2012, 2014: Kung Fu Panda: Legenda o niezwykłości –
  - Peng,
  - Wieśniak#2,
  - Zbir#1
- 2014–2015: Zwyczajny serial –
  - Stan,
  - Instruktor jogi,
  - Oficer Glenn,
  - Reggie